# ヴェネツィア十字軍
ヴェネツィア十字軍（ヴェネツィアじゅうじぐん、英:Venetian Crusade）とは、1122年から1124年にかけてヴェネツィア共和国の主導の下で聖地で実行された十字軍遠征のことである。
この遠征はヴェネツィア・十字軍サイドが港湾都市ティルスを制圧したことで幕を下ろした。この遠征はエルサレム王ボードゥアン2世の下での十字軍国家版図拡大期の始まりにおける重要な勝ち戦であったとされる。ティルスを制圧したヴェネツィア人はこの港町における商売特許権を獲得した。また、ヴェネツィア人は聖地・ヴェネツィア間を行き来する際にビザンツ帝国領に対して襲撃を行うことで帝国に対してこれまで認められていた帝国領内における商業特権を継続的に認めさせ、またその特権を拡大させた。

## 背景
1118年、エルサレム王ボードゥアン1世が崩御した。彼の跡を継いでエルサレム王を継承したのは、ボードゥアン1世の甥であるエデッサ伯ボードゥアン・デュ・ブールであった。ボードゥアン・デュ・ブールはボードゥアン2世としてエルサレム王に即位した。即位後ボードゥアン2世はムスリム勢力と戦火を交え、1119年6月29日にはアジェ・サンギニスの戦いでは
マルドゥン領主のトルコ人君主イル・ガーズィーの率いるトルコ軍と衝突した。しかしこの戦でボードゥアン率いる十字軍は敗北を喫し、十字軍は大幅に勢力を落とした。ボードゥアンはその後失われた領土の幾分かを奪還したものの、依然として十字軍は酷く弱体化していた。そんな状況の中、ボードゥアン王は当時のローマ教皇カリストゥス2世に救援要請を依頼した。エルサレム王の要請を受けたローマ教皇は聖地への支援をヴェネツィア共和国に要請した。
その後、ボードゥアン2世が派遣した使節とヴェネツィア共和国のドージェとの間で行われた交渉で両者は合意に当たり、ヴェネツィア共和国は十字軍救援のための軍事援助を取り決めた。ヴェネツィアが十字軍への参加を決定したとする報告を受けたカリストゥス教皇は、ローマ教皇による承認を示すためにヴェネツィアに教皇旗を送った。その後開催された第1ラテラン公会議において、カリストゥスはヴェネツィア人に対して贖罪を含む十字軍特権を認める決議を行なった。教会もまた彼らの家族とその財産の保護を約束した。
1122年8月8日、ヴェネツィア総督ドメニコ・ミケーレ率いる艦隊がヴェネツィア湊を出港した。この艦隊は120隻以上の艦船と15,000人もの兵士で構成されていた。またこの十字軍遠征は騎士が自身の騎馬を戦地に連れて行った初めての遠征だとされている。進軍途中、当時ビザンツ帝国と商業権利について紛争を抱えていたヴェネツィアはビザンツ帝国支配化のケルキラ島に立ち寄り包囲戦を開始した。そんな中、1123年、アルトゥク朝のアレッポ総督ヌールッダウラ・バラクによってボードゥアン2世が捕虜として捕らえられ、国王不在のエルサレム王国で摂政Eustace Graveriusによる代理統治が開始されるという事件が起きた。国王捕縛の報を受けたヴェネツィア艦隊はケルキラ島の包囲戦を中止し、すぐさま聖地に向けて進軍を再開した。そして1123年5月にパレスチナ沖に到着した。

## ヤッファの戦い

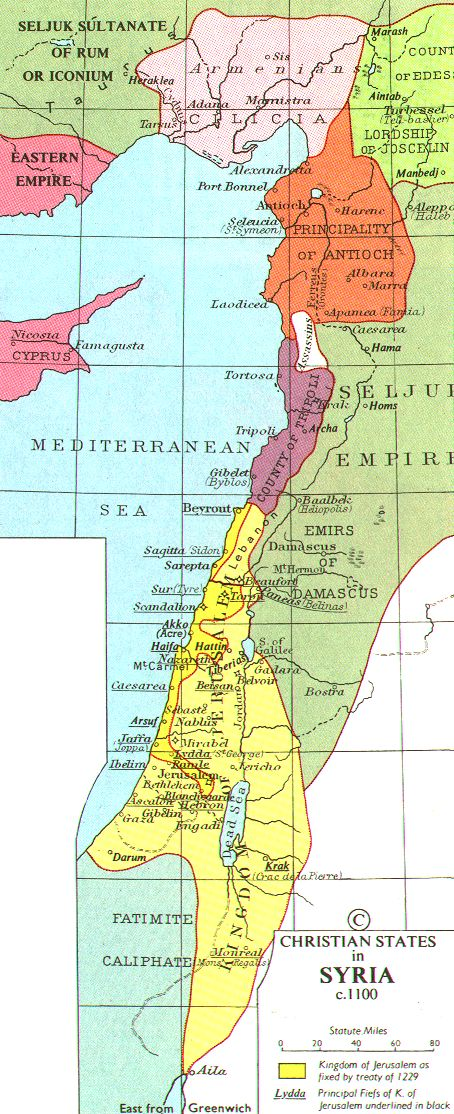
1100年ごろのウトラメール地域の勢力図

1123年5月末にヴェネツィア艦隊はパレスチナ沿岸の港湾都市アッコに着陣した。この時、包囲戦を行っていたアレッポ総督ヌールッダウラ・バラクを支援するために、約100隻の艦船から成るファーティマ艦隊がアシュケロンに向けて航行していた。そんなファーティマ艦隊の進軍情報の報告を受けたヴェネツィア艦隊は、ファーティマ艦隊と対峙するために南進を開始した。そしてミケーレ総督はヴェネツィア艦隊を2つに分割し、弱い部隊に先陣を切らせた上でより強い部隊を後衛に配置した。精強な部隊を敵の目から隠してヴェネツィア艦隊を実際以上に弱く見せることで、ファーティマ艦隊がアシュカロン港に逃げ込むのではなくヴェネツィア艦隊に決戦を挑んでくるように仕向けたのであった。エジプト艦隊はミケーレ総督の作戦にまんまと引っ掛かり、楽勝を予期してヴェネツィア艦隊に攻撃を開始した。突撃後、ファーティマ艦隊は兵力に勝るヴェネツィア艦隊に包囲され、大敗を喫した。エジプト艦隊は提督を含む4,000人もの被害を出し、また9隻の軍船を拿捕されて敗れ去った。大勝を挙げたヴェネツィア艦隊はアッコに帰還したが、その途中でも10隻の商船を拿捕したとされる。この出来事は当時の年代記編者フーシャ・ド・シャルトル(Book III/20)・ギヨーム・ド・ティール(Book XII/22-23)の著作の中でも言及されている。
これに他の船も大急ぎで追従し、周りのほぼ全てのムスリム船に攻撃を仕掛けた。そして激しい戦いが繰り広げられ、両軍共に途方もない敵意と共に互いを打ち倒した。戦場では多くの戦士が殺され、その場に居た戦士たちは、あり得ない話に聞こえるかも知れないが、殺された兵士の血で溢れる船の中を腰まで血に浸かりながら歩き、その軍船の周りの海は船から流れ出た血で赤く染まり、その範囲は半径2000歩の距離にまで及んだ。また、沿岸沿いの浜辺は沖合から流れ着いた死体でびっしり埋まり、空気は腐った死体で汚染されて近辺の街では疫病が流行ったという。戦士同士の戦いは長きに渡り、一方が前進しもう一方が抗戦するという激しい攻防が続けられた。結局、神の助けのもとでヴェネツィア人が勝者となった[ギヨーム・ド・ティール]

## ティルス包囲戦

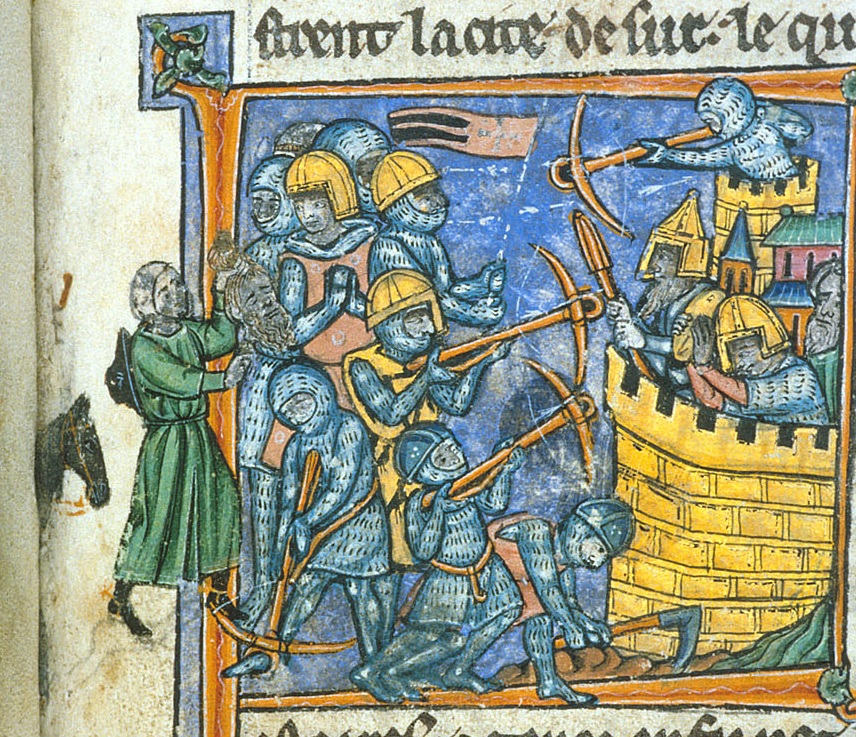
中世フランスの装飾写本ヘラクレスの歴史に描かれているマンビジ包囲戦(1124年)の様子。ヌールッダウラ・バラクの首が包囲側の十字軍兵士によって掲げられている様子がうかがえる。

1124年2月15日、ヴェネツィア軍とフランク軍はティルス包囲戦を開始した。現在のレバノンに位置する港町ティルスは、この時トゥグ・テキーンというブーリー朝の君主が統治していた。この港町を攻め立てた十字軍はアンティオキア大司教・ヴェネツィア総督(ドージェ)・トリポリ伯ポンス・エルサレム王国軍総司令官ギヨームらが率いていたとされる。
ヴェネツィア軍とフランク軍はティルスの城壁を乗り越え打ち崩すために攻城塔や攻城兵器を構築した。ティルスを守備するムスリム側も投石兵器などを作り十字軍側に対抗した。しかし包囲戦が長期化するにつれ、ティラス市民の兵糧が尽きてゆき救援要請の使者を周囲に派遣した。バラクはマンベジュ攻略中に亡くなった。一方トゥグ・テキーンはティルス救援のためにティルスに向けて進軍したものの、トリポリ伯ポンスやエルサレム王国総司令官ウィリアムの軍勢が目前に立ちはだかったため戦うことなく撤退した。1124年6月、トゥグ・テキーンは十字軍側に対して講和の使者を派遣し休戦を申し出た。言い伝えによるとこの講和交渉は難儀を極めたとされるが、交渉は最終的に成功して両者は講和した。この際、講和条件によってティルス市民の財産・生命の保証が定められた。ティルスからの退去を望む市民は自分たちの家族を連れて財産と共に退去することが許され、またティルスに残ることを望む市民もこれまで通り財産を保有しながら安全に居住し続けることが許された。この取り決めは十字軍兵士に不評であった。なぜなら、彼らは当時の慣例通りに陥落後の市街略奪を目論んでいたからである。
1124年6月29日にティルスは降伏し開城した。ギヨーム・ド・ティールによれば、 『ティルスに入城した十字軍戦士たちは市街を守る要塞や市街の建築物の耐久性の良さ、市街を囲む大規模な城壁や高い塔、そして鉄壁の守りが施された壮麗な港を見て驚嘆の念をあげた。また、飢えや物資不足などに苦しめられつつもこれほど長く降伏せずに耐え抜いたティルス民衆の不屈の精神には、ただ称賛の言葉しかなかった。我々の軍が市街に入城した際に市内に残されていた小麦はたった五升だけであったからだ。』 と自身の文献に記している。

## その後
ボードゥアン2世はこの戦争の間ずっと監禁され続けていたが、年内のうちに解放された。解放されるや否や、彼は解放の条件としてムスリム側と締結した協定を破棄した。ボードゥアン2世はティルスにおけるヴェネツィア人の商業特権を認め、彼らの海上影響力を用いて東地中海における十字軍の存在感を確保した。この特権には、ティルスで死亡・難破したヴェネツィア人の相続人に対する保証も含まれていた。
ティルスが十字軍に陥落したのち、多くの住民はティルスを離れダマスカスに移住した。ボードゥアン2世はアレッポ・ダマスカスとの戦争を再開し、両地域からの貢納を獲得した。ボードゥアン2世の治世下において、エルサレム王国は最盛期を迎え領土も最大となった。ティルスはエルサレム王国の一都市として繁栄した。第3回十字軍の際には、遠征途中で事故死した神聖ローマ皇帝フリードリヒ赤髭王がティルス大聖堂で埋葬されたと伝わる。その後、1291年にティルスはマムルーク朝に攻め落とされた。
この遠征後、ヴェネツィア艦隊はエーゲ海を通り抜けて母国へと帰還した。その際、艦隊は再びビザンツ帝国領のギリシャ諸島を襲撃した。度重なる襲撃を受けた帝国は、最終的にヴェネツィア共和国との紛争を放棄して彼らに商業特権を認めざるを得なかった。

## 参照

### 文献
- Barker, Ernest (1911). "Baldwin II. (king of Jerusalem)" . In Chisholm, Hugh (ed.). Encyclopædia Britannica (英語). Vol. 03 (11th ed.). Cambridge University Press. p. 246.
- Blincoe, Mark E. (2008). Angevin Society and the Early Crusades, 1095–1145. ISBN 978-0-549-80857-2
- Hazlitt, William (1860). History of the Venetian Republic. London
- Hopf, Georg Wilhelm (1865). Die Hauptmomente der Handelsgeschichte des Freistaates Venedig. Nuremberg
- Knox, E. L. Skip (2013). “Capture of Tyre”. History of the Crusades. Boise State University 2013年11月29日閲覧。
- Laiou, Angeliki E. (2001). “Byzantine Trade with Christians and Muslims and the Crusades”. The Crusades from the Perspective of Byzantium and the Muslim World. Washington, D.C.: Dumbarton Oaks Research Library and Collection 2011年11月28日閲覧。
- Madden, Thomas F. (2005-01-01). The New Concise History of the Crusades. Rowman & Littlefield. ISBN 978-0-7425-3822-1 2013年11月28日閲覧。
- Richard, Jean (1998). Les bases maritimes des Fatimides. Leuven
- Riley-Smith, Jonathan (1995). The Oxford Illustrated History of the Crusades. Oxford University Press. ISBN 978-0-19-820435-0 2013年11月28日閲覧。
- Riley-Smith, Jonathan (1986). “The Venetian Crusade of 1122–1124”. In Gabriella Airaldi; Benjamin Z. Kedar. I Comuni Italiani nel Regno Crociato di Gerusalemme / The Italian Communes in the Crusading Kingdom of Jerusalem. Genoa
- Template:Runciman-A History of the Crusades
- Shatzmiller, Maya (1993). Crusaders and Muslims in Twelfth-Century Syria. BRILL. ISBN 978-90-04-09777-3 2013年11月29日閲覧。
- Smail, R. C. (1995). Crusading Warfare 1097–1193. Cambridge: Cambridge University Press. ISBN 0-521-48029-9
- Wornum, Ralph Nicholson (1869). Analysis of Ornament, the Characteristics of Style: An Introduction to the Study of the History of Ornamental Art. Chapman and Hall 2013年11月28日閲覧。